# 理解

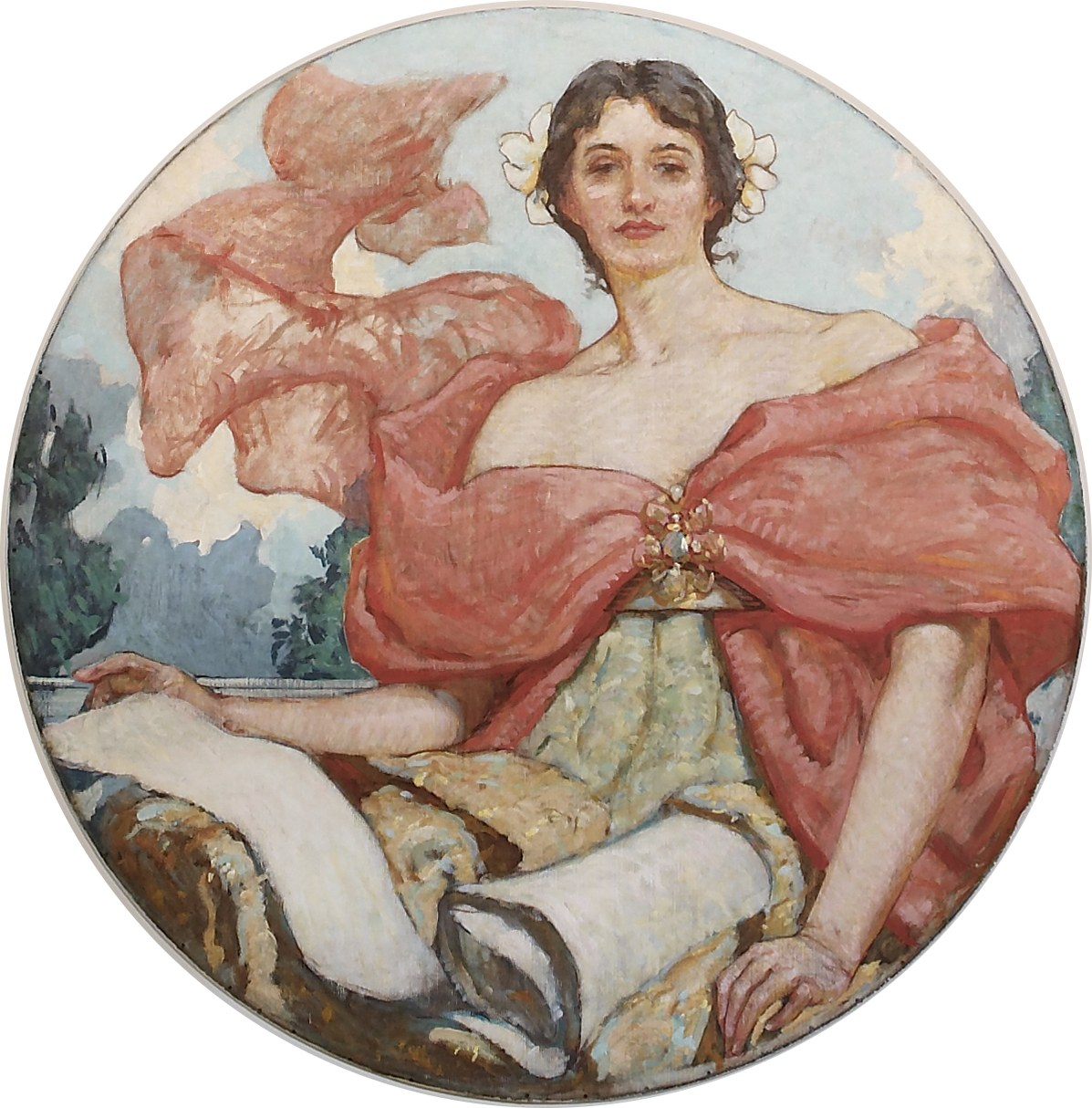
罗伯特·里德，理解 (1896). 托马斯·杰斐逊大厦，华盛顿哥伦比亚特区，美国

理解（Understanding），又称为领会、了解、懂得、思维作用（intellection），是指一种心理过程，与诸如人、情形或讯息之类的某种抽象的或有形的对象相关，藉此一个人能够对其加以思考，并且运用概念对该对象加以适当的处理。
理解乃是概念表达（又称为概念化）的界线。理解某一事物，也就是已经对该事物实现了一定程度的概念表达或者说概念化。

## 有关理解的例子
1. 一个人如果能够做到对天气加以预测并对天气的一些特点加以解释等等之类的话，那么，就说这个人理解了天气。
2. 如果一位精神科医生知道某位病人的焦虑及其原因，并且能够针对如何应对焦虑给予有益的忠告，那么，就说这位精神科医生理解了该病人的焦虑。
3. 就某条命令来说，如果某个人知道这究竟是谁下达的命令，下令者的期望究竟是什么以及该项命令是否合法或者说正当等等，那么，就说这个人理解了这条命令。
4. 如果一个人清楚某条消息所传达的信息内容，那么，就说这个人理解了當中的修辞、论据或某种语言。
5. 如果一个人能够利用某一数学概念解决问题，尤其是那些此前未曾见过的问题，那么，就说这个人理解了这个数学概念。